# Rebecca Roanhorse
Rebecca Roanhorse (Conway,  Arkansas 1971) és una escriptora estatunidenca de fantasia i ciència-ficció, guanyadora dels premis Hugo i Nebula. Ha escrit relats curts i novel·les de ciència-ficció protagonitzades per personatges nadius americans.

## Antecedents, família i educació
Rebecca Roanhorse va néixer a Conway, Arkansas, i té ascendència afroamericana i dels pobles d'Ohkay Owingeh. Es va criar a Fort Worth, Texas, on afirma que li resultava difícil ser negra i nativa durant les dècades dels setanta i vuitanta; per tant, es va dedicar a llegir i escriure, especialment ciència-ficció, com una forma d'escapada. Roanhorse està casada i té una filla.
Roanhorse es va graduar en estudis religiosos a la Universitat Yale i té un màster en teologia de la Union Theological Seminary. És també graduada en dret per la Universitat de Nou Mèxic. Ha participat en tallers de la Voices of Our Nation Arts Foundation.

## Premis i nominacions
El 2018, Roanhorse va rebre tres premis importants pel seu relat «Welcome to Your Authentic Indian Experience™» (Apex Magazine 2017): el premi Hugo al millor relat curt, el premi Nebula al millor relat curt i el premi John W. Campbell al millor escriptor novell. Aquest conte també va obtenir nominacions al premi Locus de relats curts de 2018, al premi Theodore Sturgeon Memorial de 2018 i als premis Mundials de Fantasia de relats curts de 2018.
Al febrer de 2019, la novel·la de Roanhorse El rastre del llamp (Trail of Lighting) va ser nominada al premi Nebula a la millor novel·la; l'abril de 2019, també va ser nominada al premi Hugo a la millor novel·la, i el juny de 2019 va rebre el premi Locus a la millor primera novel·la. El rastre del llamp és la primera obra de Roanhorse que ha estat publicada en català, el juny de 2019.

## Obres publicades

### Novel·les
- Race to the Sun (2019)

#### Cicle «El sisè mon»
- El rastre del llamp (2018)
- Storm of Locusts (2019)

### Relats curts i assaigs
- «Native in Space»" a Invisible 3 (2017)[8]
- «Welcome to Your Authentic Indian Experience™» a Apex Magazine (2017)[9]
- «Postcards from the Apocalypse» a Uncanny Magazine (2018)[10]
- «Harvest» a New Suns (2019)[11]

## Crítiques
La seva primera novel·la, El rastre del llamp, és una «aventura apocalíptica» ambientada a Dinétah, l'antiga reserva navaho al sud-oest dels Estats Units, amb personatges majoritàriament navaho. La novel·la ha estat criticada per distorsionar les ensenyances i l'espiritualitat navaho i no respectar la sensibilitat navaho, perjudicant-ne, així, la cultura. Diversos escriptors navaho l'han condemnat com una apropiació cultural inexacta que empra de tant en tant un to burleta. En una entrevista a Tor.com sobre els aspectes que incloïa en les seves obres, Roanhorse va respondre explicant què permetia i què evitava en termes d'apropiació cultural.
El 2018, també a Tor.com va explicitar: «Crec que molts personatges nadius que veiem estan encallats en el passat. Per això era important per a mi fer això, mostrar als lectors nadius americans i als lectors no nadius que estem vius i estem prosperant dins de les nostres cultures».